# Élections municipales de 2026 en Lot-et-Garonne
Pour un article plus général, voir Élections municipales françaises de 2026.
Les élections municipales en Lot-et-Garonne sont prévues en mars 2026. Cette page ne traite que les communes de 2 500 habitants et plus en Lot-et-Garonne.

## Résultats à l'échelle du département

### Maires sortants et maires élus
| Commune                | Population (en 2022) | Maire sortant(e)               | Parti | Parti | Maire élu(e) | Parti | Parti |
| ---------------------- | -------------------- | ------------------------------ | ----- | ----- | ------------ | ----- | ----- |
| Agen                   | 32 193               | Jean Dionis du Séjour          |       | MoDem |              |       |       |
| Aiguillon              | 3 983                | Christian Girardi              |       | LR    |              |       |       |
| Bias                   | 2 965                | Xavier Llopis                  |       | SE    |              |       |       |
| Boé                    | 5 784                | Pascale Luguet                 |       | DVC   |              |       |       |
| Bon-Encontre           | 6 386                | Laurence Lamy                  |       | PS    |              |       |       |
| Casteljaloux           | 4 639                | Julie Castillo                 |       | LMR   |              |       |       |
| Clairac                | 2 576                | Michel Perat                   |       | DVD   |              |       |       |
| Colayrac-Saint-Cirq    | 3 106                | Pascal de Sermet de Tournefort |       | LR    |              |       |       |
| Foulayronnes           | 5 480                | Bruno Dubos                    |       | MoDem |              |       |       |
| Fumel                  | 4 696                | Jean-Louis Costes              |       | LR    |              |       |       |
| Layrac                 | 3 913                | Thierry Pilliaudin             |       | DVD   |              |       |       |
| Marmande               | 17 361               | Joël Hocquelet                 |       | PS    |              |       |       |
| Miramont-de-Guyenne    | 3 082                | Jean-Noël Vacqué               |       | SE    |              |       |       |
| Montayral              | 2 667                | Jean-François Ségala           |       | PS    |              |       |       |
| Nérac                  | 6 937                | Nicolas Lacombe                |       | DVG   |              |       |       |
| Le Passage             | 9 360                | Francis Garcia                 |       | PS    |              |       |       |
| Pont-du-Casse          | 4 192                | Christian Delbrel              |       | DVG   |              |       |       |
| Pujols                 | 3 776                | Yvon Ventadoux                 |       | LÉ    |              |       |       |
| Sainte-Bazeille        | 3 183                | Gilles Lagaüzère               |       | DVD   |              |       |       |
| Sainte-Livrade-sur-Lot | 6 518                | Pierre-Jean Pudal              |       | LR    |              |       |       |
| Tonneins               | 9 461                | Dante Rinaudo                  |       | DVD   |              |       |       |
| Villeneuve-sur-Lot     | 22 004               | Gérard Régnier                 |       | DVD   |              |       |       |

### Résultats en nombre de maires
| Partis       | Partis                      | Maires sortants | Maires élus | Évolution |
| ------------ | --------------------------- | --------------- | ----------- | --------- |
|              | Divers droite               | 5               |             |           |
|              | Les Républicains            | 4               |             |           |
|              | Le Mouvement de la ruralité | 1               |             |           |
| Total droite | Total droite                | 10              |             |           |
|              | Parti socialiste            | 4               |             |           |
|              | Divers gauche               | 2               |             |           |
|              | Les Écologistes             | 1               |             |           |
| Total gauche | Total gauche                | 7               |             |           |
|              | Mouvement démocrate         | 2               |             |           |
|              | Divers centre               | 1               |             |           |
| Total centre | Total centre                | 3               |             |           |
|              | Sans étiquette              | 2               |             |           |
| Total        | Total                       | 22              | 22          | -         |

## Résultats dans les communes de plus de 2 500 habitants

### Agen
- Maire sortant : Jean Dionis du Séjour (MoDem)
- 39 sièges à pourvoir au conseil municipal (population légale 2022 : 32 193 habitants)
- 22 sièges à pourvoir au conseil communautaire (Agglomération d'Agen)

| Tête de liste | Tête de liste | Parti(s) | Nuance | Premier tour | Premier tour | Second tour | Second tour | Sièges | Sièges |
| Tête de liste | Tête de liste | Parti(s) | Nuance | Voix         | %            | Voix        | %           | CM     | CC     |
| ------------- | ------------- | -------- | ------ | ------------ | ------------ | ----------- | ----------- | ------ | ------ |

### Aiguillon
- Maire sortant : Christian Girardi (LR)
- 27 sièges à pourvoir au conseil municipal (population légale 2022 : 3 983 habitants)
- 11 sièges à pourvoir au conseil communautaire (CC du Confluent et des Coteau de Prayssas)

| Tête de liste | Tête de liste | Parti(s) | Nuance | Premier tour | Premier tour | Second tour | Second tour | Sièges | Sièges |
| Tête de liste | Tête de liste | Parti(s) | Nuance | Voix         | %            | Voix        | %           | CM     | CC     |
| ------------- | ------------- | -------- | ------ | ------------ | ------------ | ----------- | ----------- | ------ | ------ |

### Bias
- Maire sortant : Xavier Llopis (SE)
- 23 sièges à pourvoir au conseil municipal (population légale 2022 : 2 965 habitants)
- 4 sièges à pourvoir au conseil communautaire (CA du Grand Villeneuvois)

| Tête de liste | Tête de liste | Parti(s) | Nuance | Premier tour | Premier tour | Second tour | Second tour | Sièges | Sièges |
| Tête de liste | Tête de liste | Parti(s) | Nuance | Voix         | %            | Voix        | %           | CM     | CC     |
| ------------- | ------------- | -------- | ------ | ------------ | ------------ | ----------- | ----------- | ------ | ------ |

### Boé
- Maire sortante : Pascale Luguet (DVC)
- 29 sièges à pourvoir au conseil municipal (population légale 2022 : 5 784 habitants)
- 3 sièges à pourvoir au conseil communautaire (Agglomération d'Agen)

| Tête de liste            | Tête de liste    | Parti(s) | Nuance | Premier tour | Premier tour | Second tour | Second tour | Sièges | Sièges |
| Tête de liste            | Tête de liste    | Parti(s) | Nuance | Voix         | %            | Voix        | %           | CM     | CC     |
| ------------------------ | ---------------- | -------- | ------ | ------------ | ------------ | ----------- | ----------- | ------ | ------ |
|                          | Philippe Pontiès | SE       |        |              |              |             |             |        |        |
|                          |                  |          |        |              |              |             |             |        |        |
| Exprimés                 |                  |          |        |              |              |             |             |        |        |
| Votes blancs             |                  |          |        |              |              |             |             |        |        |
| Votes nuls               |                  |          |        |              |              |             |             |        |        |
| Total                    | Total            | Total    | Total  |              | 100          |             | 100         | 29     | 3      |
| Absentions               |                  |          |        |              |              |             |             |        |        |
| Inscrits / participation |                  |          |        |              |              |             |             |        |        |

### Bon-Encontre
- Maire sortante : Laurence Lamy (PS)
- 29 sièges à pourvoir au conseil municipal (population légale 2022 : 6 386 habitants)
- 4 sièges à pourvoir au conseil communautaire (Agglomération d'Agen)

| Tête de liste | Tête de liste | Parti(s) | Nuance | Premier tour | Premier tour | Second tour | Second tour | Sièges | Sièges |
| Tête de liste | Tête de liste | Parti(s) | Nuance | Voix         | %            | Voix        | %           | CM     | CC     |
| ------------- | ------------- | -------- | ------ | ------------ | ------------ | ----------- | ----------- | ------ | ------ |

### Casteljaloux
- Maire sortante : Julie Castillo (LMR)
- 27 sièges à pourvoir au conseil municipal (population légale 2022 : 4 639 habitants)
- 16 sièges à pourvoir au conseil communautaire (CC des Coteaux et Landes de Gascogne)

| Tête de liste | Tête de liste | Parti(s) | Nuance | Premier tour | Premier tour | Second tour | Second tour | Sièges | Sièges |
| Tête de liste | Tête de liste | Parti(s) | Nuance | Voix         | %            | Voix        | %           | CM     | CC     |
| ------------- | ------------- | -------- | ------ | ------------ | ------------ | ----------- | ----------- | ------ | ------ |

### Clairac
- Maire sortant : Michel Perat (DVD)
- 23 sièges à pourvoir au conseil municipal (population légale 2022 : 2 576 habitants)
- 3 sièges à pourvoir au conseil communautaire (Val de Garonne Agglomération)

| Tête de liste | Tête de liste | Parti(s) | Nuance | Premier tour | Premier tour | Second tour | Second tour | Sièges | Sièges |
| Tête de liste | Tête de liste | Parti(s) | Nuance | Voix         | %            | Voix        | %           | CM     | CC     |
| ------------- | ------------- | -------- | ------ | ------------ | ------------ | ----------- | ----------- | ------ | ------ |

### Colayrac-Saint-Cirq
- Maire sortant : Pascal de Sermet de Tournefort (LR)
- 23 sièges à pourvoir au conseil municipal (population légale 2022 : 3 106 habitants)
- 1 siège à pourvoir au conseil communautaire (Agglomération d'Agen)

| Tête de liste            | Tête de liste                   | Parti(s) | Nuance | Premier tour | Premier tour | Second tour | Second tour | Sièges | Sièges |
| Tête de liste            | Tête de liste                   | Parti(s) | Nuance | Voix         | %            | Voix        | %           | CM     | CC     |
| ------------------------ | ------------------------------- | -------- | ------ | ------------ | ------------ | ----------- | ----------- | ------ | ------ |
|                          | À déterminer                    | SE       |        |              |              |             |             |        |        |
|                          | Pascal de Sermet de Tournefort, | LR       |        |              |              |             |             |        |        |
|                          |                                 |          |        |              |              |             |             |        |        |
| Exprimés                 |                                 |          |        |              |              |             |             |        |        |
| Votes blancs             |                                 |          |        |              |              |             |             |        |        |
| Votes nuls               |                                 |          |        |              |              |             |             |        |        |
| Total                    | Total                           | Total    | Total  |              | 100          |             | 100         | 23     | 1      |
| Absentions               |                                 |          |        |              |              |             |             |        |        |
| Inscrits / participation |                                 |          |        |              |              |             |             |        |        |

### Foulayronnes
- Maire sortant : Bruno Dubos (MoDem)
- 29 sièges à pourvoir au conseil municipal (population légale 2022 : 5 480 habitants)
- 3 sièges à pourvoir au conseil communautaire (Agglomération d'Agen)

| Tête de liste | Tête de liste | Parti(s) | Nuance | Premier tour | Premier tour | Second tour | Second tour | Sièges | Sièges |
| Tête de liste | Tête de liste | Parti(s) | Nuance | Voix         | %            | Voix        | %           | CM     | CC     |
| ------------- | ------------- | -------- | ------ | ------------ | ------------ | ----------- | ----------- | ------ | ------ |

### Fumel
- Maire sortant : Jean-Louis Costes (LR)
- 27 sièges à pourvoir au conseil municipal (population légale 2022 : 4 696 habitants)
- 10 sièges à pourvoir au conseil communautaire (CC Fumel Vallée du Lot)

| Tête de liste | Tête de liste | Parti(s) | Nuance | Premier tour | Premier tour | Second tour | Second tour | Sièges | Sièges |
| Tête de liste | Tête de liste | Parti(s) | Nuance | Voix         | %            | Voix        | %           | CM     | CC     |
| ------------- | ------------- | -------- | ------ | ------------ | ------------ | ----------- | ----------- | ------ | ------ |

### Layrac
- Maire sortant : Thierry Pilliaudin (DVD)
- 27 sièges à pourvoir au conseil municipal (population légale 2022 : 3 913 habitants)
- 2 sièges à pourvoir au conseil communautaire (Agglomération d'Agen)

| Tête de liste | Tête de liste | Parti(s) | Nuance | Premier tour | Premier tour | Second tour | Second tour | Sièges | Sièges |
| Tête de liste | Tête de liste | Parti(s) | Nuance | Voix         | %            | Voix        | %           | CM     | CC     |
| ------------- | ------------- | -------- | ------ | ------------ | ------------ | ----------- | ----------- | ------ | ------ |

### Marmande
- Maire sortant : Joël Hocquelet (PS)
- 33 sièges à pourvoir au conseil municipal (population légale 2022 : 17 361 habitants)
- 21 sièges à pourvoir au conseil communautaire (Val de Garonne Agglomération)

| Tête de liste | Tête de liste | Parti(s) | Nuance | Premier tour | Premier tour | Second tour | Second tour | Sièges | Sièges |
| Tête de liste | Tête de liste | Parti(s) | Nuance | Voix         | %            | Voix        | %           | CM     | CC     |
| ------------- | ------------- | -------- | ------ | ------------ | ------------ | ----------- | ----------- | ------ | ------ |

### Miramont-de-Guyenne
- Maire sortant : Jean-Noël Vacqué (SE)
- 23 sièges à pourvoir au conseil municipal (population légale 2022 : 3 082 habitants)
- 9 sièges à pourvoir au conseil communautaire (CC du Pays de Lauzun)

| Tête de liste | Tête de liste | Parti(s) | Nuance | Premier tour | Premier tour | Second tour | Second tour | Sièges | Sièges |
| Tête de liste | Tête de liste | Parti(s) | Nuance | Voix         | %            | Voix        | %           | CM     | CC     |
| ------------- | ------------- | -------- | ------ | ------------ | ------------ | ----------- | ----------- | ------ | ------ |

### Montayral
- Maire sortant : Jean-François Ségala (PS)
- 23 sièges à pourvoir au conseil municipal (population légale 2022 : 2 667 habitants)
- 5 sièges à pourvoir au conseil communautaire (CC Fumel Vallée du Lot)

| Tête de liste | Tête de liste | Parti(s) | Nuance | Premier tour | Premier tour | Second tour | Second tour | Sièges | Sièges |
| Tête de liste | Tête de liste | Parti(s) | Nuance | Voix         | %            | Voix        | %           | CM     | CC     |
| ------------- | ------------- | -------- | ------ | ------------ | ------------ | ----------- | ----------- | ------ | ------ |

### Nérac
- Maire sortant : Nicolas Lacombe (DVG)
- 29 sièges à pourvoir au conseil municipal (population légale 2022 : 6 937 habitants)
- 13 sièges à pourvoir au conseil communautaire (Albret Communauté)

| Tête de liste | Tête de liste | Parti(s) | Nuance | Premier tour | Premier tour | Second tour | Second tour | Sièges | Sièges |
| Tête de liste | Tête de liste | Parti(s) | Nuance | Voix         | %            | Voix        | %           | CM     | CC     |
| ------------- | ------------- | -------- | ------ | ------------ | ------------ | ----------- | ----------- | ------ | ------ |

### Le Passage
- Maire sortant : Francis Garcia (PS)
- 29 sièges à pourvoir au conseil municipal (population légale 2022 : 9 360 habitants)
- 6 sièges à pourvoir au conseil communautaire (Agglomération d'Agen)

| Tête de liste | Tête de liste | Parti(s) | Nuance | Premier tour | Premier tour | Second tour | Second tour | Sièges | Sièges |
| Tête de liste | Tête de liste | Parti(s) | Nuance | Voix         | %            | Voix        | %           | CM     | CC     |
| ------------- | ------------- | -------- | ------ | ------------ | ------------ | ----------- | ----------- | ------ | ------ |

### Pont-du-Casse
- Maire sortant : Christian Delbrel (DVG)
- 27 sièges à pourvoir au conseil municipal (population légale 2022 : 4 192 habitants)
- 2 sièges à pourvoir au conseil communautaire (Agglomération d'Agen)

| Tête de liste | Tête de liste | Parti(s) | Nuance | Premier tour | Premier tour | Second tour | Second tour | Sièges | Sièges |
| Tête de liste | Tête de liste | Parti(s) | Nuance | Voix         | %            | Voix        | %           | CM     | CC     |
| ------------- | ------------- | -------- | ------ | ------------ | ------------ | ----------- | ----------- | ------ | ------ |

### Pujols
- Maire sortant : Yvon Ventadoux (LÉ)
- 27 sièges à pourvoir au conseil municipal (population légale 2022 : 3 776 habitants)
- 4 sièges à pourvoir au conseil communautaire (CA du Grand Villeneuvois)

| Tête de liste | Tête de liste | Parti(s) | Nuance | Premier tour | Premier tour | Second tour | Second tour | Sièges | Sièges |
| Tête de liste | Tête de liste | Parti(s) | Nuance | Voix         | %            | Voix        | %           | CM     | CC     |
| ------------- | ------------- | -------- | ------ | ------------ | ------------ | ----------- | ----------- | ------ | ------ |

### Sainte-Bazeille
- Maire sortant : Gilles Lagaüzère (DVD)
- 23 sièges à pourvoir au conseil municipal (population légale 2022 : 3 183 habitants)
- 3 sièges à pourvoir au conseil communautaire (Val de Garonne Agglomération)

| Tête de liste | Tête de liste | Parti(s) | Nuance | Premier tour | Premier tour | Second tour | Second tour | Sièges | Sièges |
| Tête de liste | Tête de liste | Parti(s) | Nuance | Voix         | %            | Voix        | %           | CM     | CC     |
| ------------- | ------------- | -------- | ------ | ------------ | ------------ | ----------- | ----------- | ------ | ------ |

### Sainte-Livrade-sur-Lot
- Maire sortant : Pierre-Jean Pudal (LR)
- 29 sièges à pourvoir au conseil municipal (population légale 2022 : 6 518 habitants)
- 7 sièges à pourvoir au conseil communautaire (CA du Grand Villeneuvois)

| Tête de liste | Tête de liste | Parti(s) | Nuance | Premier tour | Premier tour | Second tour | Second tour | Sièges | Sièges |
| Tête de liste | Tête de liste | Parti(s) | Nuance | Voix         | %            | Voix        | %           | CM     | CC     |
| ------------- | ------------- | -------- | ------ | ------------ | ------------ | ----------- | ----------- | ------ | ------ |

### Tonneins
- Maire sortant : Dante Rinaudo (DVD)
- 29 sièges à pourvoir au conseil municipal (population légale 2022 : 9 461 habitants)
- 10 sièges à pourvoir au conseil communautaire (Val de Garonne Agglomération)

| Tête de liste | Tête de liste | Parti(s) | Nuance | Premier tour | Premier tour | Second tour | Second tour | Sièges | Sièges |
| Tête de liste | Tête de liste | Parti(s) | Nuance | Voix         | %            | Voix        | %           | CM     | CC     |
| ------------- | ------------- | -------- | ------ | ------------ | ------------ | ----------- | ----------- | ------ | ------ |

### Villeneuve-sur-Lot
- Maire sortant : Gérard Régnier (DVD)
- 35 sièges à pourvoir au conseil municipal (population légale 2022 : 22 004 habitants)
- 20 sièges à pourvoir au conseil communautaire (CA du Grand Villeneuvois)

| Tête de liste | Tête de liste | Parti(s) | Nuance | Premier tour | Premier tour | Second tour | Second tour | Sièges | Sièges |
| Tête de liste | Tête de liste | Parti(s) | Nuance | Voix         | %            | Voix        | %           | CM     | CC     |
| ------------- | ------------- | -------- | ------ | ------------ | ------------ | ----------- | ----------- | ------ | ------ |